# Robert Berdella
Robert Andrew Berdella (n. 31 ianuarie 1949, Cuyahoga Falls⁠(d), Ohio, SUA – d. 8 octombrie 1992, Jefferson City, Missouri, SUA) a fost un criminal în serie american. Cunoscut sub numele „Măcelarul din Kansas City” și „Colecționarul”, a răpit, violat, torturat și ucis cel puțin șase tineri între 1984 și 1987 în Kansas City, după ce a ținut victimele în captivitate timp de peste șase săptămâni. În octombrie 1992, a murit în închisoare din cauza unui infarct, în Missouri State Penitentiary.

## Biografie
Robert Berdella s-a născut în statul Ohio, SUA, la 31 ianuarie 1949, într-o familie catolică, fiind fiul unui muncitor din fabrică și al unei gospodine. În timpul anilor de școală, a obținut rezultate academice notabile și a manifestat un interes deosebit pentru artă, în special pentru pictură. În perioada adolescenței, Berdella a devenit conștient de orientarea sa homosexuală. La vârsta de 16 ani, tatăl său a decedat, eveniment pe care Berdella l-a trăit foarte dur.
În 1967, Berdella s-a mutat în Kansas și s-a înscris la Institutul de Arte din Kansas City, având aspirația de a deveni profesor. Cu toate acestea, a abandonat studiile și a ales să lucreze ca bucătar. În această perioadă, a fost implicat în activități ilegale, inclusiv vânzarea de substanțe narcotice, ceea ce a dus la două arestări, însă nu a fost condamnat la închisoare. Ulterior, Berdella a achiziționat o locuință situată pe Charlotte Street, unde a început să colecționeze obiecte rare și neobișnuite, pe care le comercializa clienților cu gusturi extravagante. În timp, a devenit antreprenor și a deschis un magazin denumit „Bob’s Bazaar”, dedicat vânzării acestor articole.

## Victime
La momentul arestării sale în aprilie 1988, Robert Berdella fusese implicat în răpirea, torturarea, violarea și uciderea a cel puțin șase tineri, conform probelor găsite de poliția din Kansas City. În locuința sa, au fost descoperite peste 334 de fotografii Polaroid, înfățișând mai mult de 20 de bărbați, însă Berdella a recunoscut oficial doar șase crime. Victimele confirmate ale lui Berdella sunt:
- Jerry Howell (19 ani, 5 iulie 1984): Un cunoscut al lui Berdella încă din 1979,[4] Howell a murit asfixiat după aproximativ 28 de ore de captivitate, timp în care a fost violat repetat.[4]
- Robert Sheldon (23 de ani, 12 aprilie 1985): Fostul său chiriaș, Sheldon a revenit la locuința acestuia pe 10 aprilie, solicitând găzduire. Două zile mai târziu, pe 12 aprilie, Berdella a decis să-l „captureze”. A fost ucis prin sufocare pe 15 aprilie.[4] Capul său a fost inițial îngropat în grădină, dar mai târziu craniul a fost dezgropat și ascuns într-un dulap.[5]
- Mark Wallace (20 de ani, 22 iunie 1985): Descoperit întâmplător de Berdella în timp ce se adăpostea de o furtună în șopronul său de unelte. A murit pe 23 iunie din cauza asfixiei și a injecțiilor cu droguri.[4]
- James Ferris (25 de ani, 26 septembrie 1985): Prima victimă pe care Berdella a declarat că a torturat intenționat înainte de a o ucide.[4] Ferris a murit după ce a intrat în delir, în urma torturilor și administrării de medicamente. Moartea sa a fost consemnată de Berdella în jurnalul său cu mențiunea „sfârșitul proiectului”.[4]
- Todd Stoops (21 de ani, 17 iunie 1986): Răpit deoarece Berdella se simțea „frustrat sexual” din cauza lui. Torturile la care a fost supus înainte de moarte au inclus șocuri electrice la ochi. Stoops a murit din cauza unei combinații de hemoragie și infecție pe 1 iulie.[4]
- Larry Wayne Pearson (20 de ani, 23 iunie 1987): Ținut prizonier până pe 5 august.[4] Pearson a fost ucis prin sufocare după șase săptămâni de violuri și torturi, care au inclus o coardă de pian legată de încheieturi pentru a provoca leziuni nervoase. Capul său a fost îngropat în grădină.[4]

## Arestare
La sfârșitul lunii martie 1988, Robert Berdella l-a invitat în locuința sa pe Christopher Bryson, un tânăr în vârstă de 22 de ani. Acesta a fost ținut captiv și supus unor acte de tortură timp de patru zile. Pe data de 2 aprilie, profitând de un moment în care Berdella a părăsit camera, lăsându-l legat, Bryson a reușit să se elibereze și să sară de la etajul al doilea al casei. Ajuns pe stradă, a cerut ajutorul unui vecin, care a alertat autoritățile. După externarea sa de la Spitalul Menorah Medical Center, Christopher Bryson a fost interogat detaliat la secția de poliție din Kansas City. În declarațiile sale, Bryson a mărturisit că agresorul său, Robert Berdella, îi prezentase mai multe fotografii Polaroid. Aceste imagini înfățișau trupuri ale unor bărbați care păreau decedați. Berdella i-a explicat că aceștia erau victimele sale anterioare, menționând că încercase să îi „colecționeze” drept sclavi sexuali, însă fără succes.
În aceeași zi în care Christopher Bryson a reușit să scape, Robert Berdella a fost arestat sub acuzația de agresiune sexuală. Acesta a refuzat să permită ofițerilor să intre în casa sa, fiind necesară emiterea unui mandat de percheziție. În interiorul locuinței, poliția a găsit numeroase dovezi care confirmau relatarea lui Bryson. În dormitorul de la etajul al doilea au fost găsite frânghiile arse utilizate pentru imobilizarea victimei, iar pe un perete se afla un transformator electric cu cabluri care duceau către pat. Un recipient metalic lângă pat conținea seringi, flacoane cu diverse substanțe, tampoane și colir. De asemenea, în cameră au fost găsite o bară de fier, frânghii de diferite lungimi și curele de piele. După aceste descoperiri inițiale, percheziția proprietății a continuat sub supravegherea FBI. Investigații au descoperit un craniu într-un dulap, un cap parțial descompus îngropat în grădină, mai multe vertebre umane care prezentau urme de tăiere cu ferăstrău și cuțit, precum și dinți umani depozitați în două pungi. În subsolul casei au fost găsite un ferăstrău, o unealtă circulară și un ferăstrău motorizat, acesta din urmă fiind pătat cu sânge, țesut uman și păr pubian. Examinarea cu Luminol a arătat că podeaua pivniței era acoperită de pete de sânge.
În timpul percheziției locuinței lui Robert Berdella, poliția a descoperit 334 de fotografii Polaroid ce înfățișau diferiți indivizi de sex masculin, inclusiv pe Christopher Bryson și alte persoane necunoscute, în timp ce erau torturați sau supuși unor acte de sodomizare. Pe lângă diverse reviste pornografice gay, poliția a descoperit obiecte sexuale, ace hipodermice, o carte despre narcotice și un jurnal detaliat al torturilor scris de Berdella. Într-un dulap situat la etajul al doilea au fost descoperite articole de presă din ziarul The Kansas City Star despre dispariția lui Jerry Howell, precum și portofelul și permisul de conducere ale lui James Ferris, una dintre victimele dispărute. Aceste descoperiri au consolidat dovezile împotriva lui Berdella, demonstrând natura sistematică și premeditată a crimelor sale.

## Proces și condamnare
Pe 22 iulie 1988, Berdella a fost acuzat oficial de omor și dezmembrarea lui Larry Wayne Pearson, după ce capul găsit în curtea casei sale a fost identificat ca aparținând victimei în cauză. În luna următoare, Berdella și-a recunoscut vinovăția pentru crimă în primul grad, fiind condamnat la închisoare pe viață. După pronunțarea sentinței, deținutul a fost transferat la Missouri State Penitentiary.
Un al doilea proces a avut loc pe 24 august 1988, de această dată Berdella trebuia să răspundă de acuzațiile legate de răpirea, violul și agresiunea lui Christopher Bryson. Șase acuzații de sodomie și una de tentativă de omor au fost retrase după ce acesta și-a recunoscut vinovăția. Berdella a primit o sentință suplimentară de șapte ani de închisoare, care a fost adăugată la pedeapsa sa anterioară de închisoare pe viață.
Deși pe 13 septembrie 1988 Berdella și-a declarat nevinovăția în cazul celorlalte cinci omoruri, în cele din urmă a decis să mărturisească pentru a evita pedeapsa cu moartea. Și-a recunoscut vinovăția, oferind detalii ample despre crime. Mărturiile au avut loc pe 13 și 15 decembrie 1988. În schimbul cooperării sale, procurorul a acceptat să nu ceară pedeapsa capitală în cadrul audierii formale din 19 decembrie.
În timpul mărturiilor din 13-15 decembrie, Berdella a declarat că vizionarea filmului Colectorul din 1965 l-a marcat profund. Deși inițial a simțit groază și dezgust după prima crimă, acest film i-a revenit în memorie, devenind o motivație psihologică pentru faptele ulterioare. El a explicat anchetatorilor că, din momentul în care decidea să „captureze” o victimă, aceasta își pierdea, în percepția sa, orice trăsătură umană, devenind un simplu obiect al obsesiilor sale.

## Moarte
La 8 octombrie 1992, în jurul orei 14:00, Berdella a raportat personalului penitenciarului că suferă de dureri cardiace și a fost transportat la infirmeria închisorii. Personalul medical a decis să cheme o ambulanță. Berdella a fost transportat la spital în Columbia (Missouri), unde a fost declarat decedat din cauza unui atac de cord la ora 15:55. Avea 43 de ani.